# The Hartford
The Hartford est une entreprise d'assurance américaine. Son siège social est basé à Hartford dans le Connecticut.

## Histoire
En octobre 2017, Hartford acquiert les activités d'assurances vie d'Aetna pour 1,43 milliard de dollars.
En août 2018, Hartford annonce l'acquisition de Navigators Group pour 2,1 milliards de dollars.